# Archiearis muliercula
Archiearis muliercula là một loài bướm đêm trong họ Geometridae.